# Veias pudendas internas
As veias pudendas internas são veias comitantes da artéria pudenda interna.
Elas começam nas veias profundas do pênis do corpo cavernoso, acompanhando a artéria pudenda interna, e se unem para formar uma veia única, que termina na veia hipogástrica.
Elas recebem veias do bulbo uretral, e veias perineal e hemorroidea inferior.
A veia dorsal profunda do pênis se comunica com as veias pudendas internas, mas termina principalmente no plexo do pudendo.